# Neria cibaria
Neria cibaria är en tvåvingeart som först beskrevs av Carl von Linné 1761.  Neria cibaria ingår i släktet Neria, och familjen skridflugor. Arten är reproducerande i Sverige.

## Bildgalleri

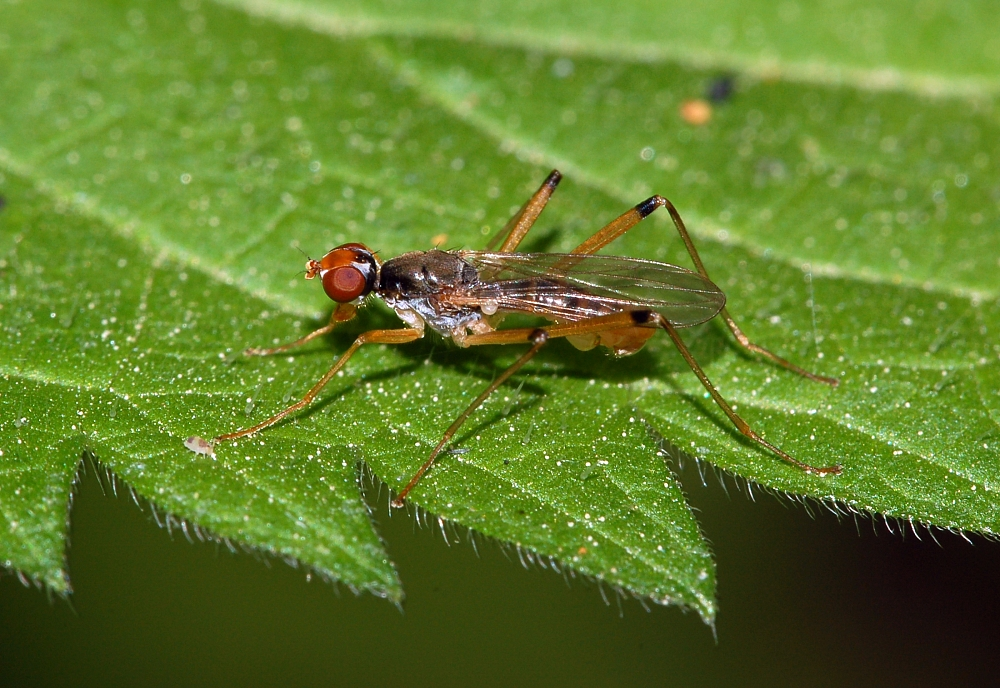
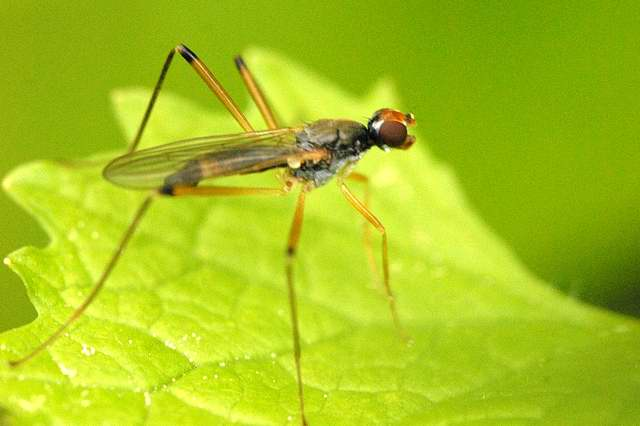
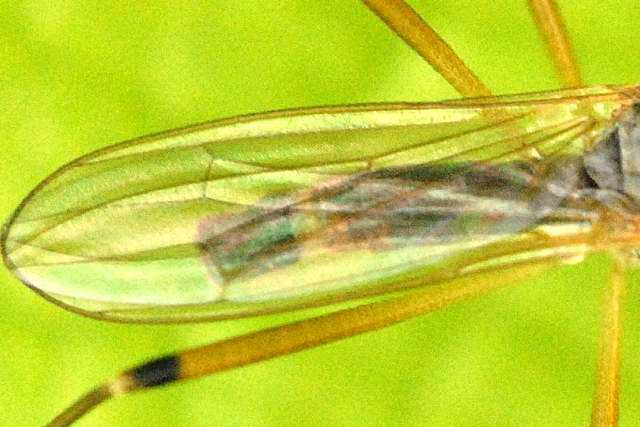